# Parc naturel régional du Mont San Bartolo
Le parc naturel régional du Mont San Bartolo est un espace naturel protégé créé dans la région des Marches en 1994. Il est situé à proximité de la côte Adriatique sur le territoire de Gabicce Mare et Pesaro, dans la province de Pesaro et d'Urbino,.

## Description
Le territoire de ce promontoire, du mont San Bartolo est particulier par ses falaises et ses grottes. Les collines émergent entre les basses côtes sablonneuses de la Romagne et des Marches et possèdent une plage très étroite formée principalement par des dépôts de gravier effondrés.
Il existe un type particulier de galets appelés cogoli qui étaient autrefois collectés pour être utilisés comme matériaux de construction dans les villes environnantes. Cette activité n'est plus autorisée car elle aurait probablement favorisé l'accélération des phénomènes érosifs.
Les falaises abruptes présentes ici sont un exemple de formation stratigraphique de la période messinienne.
Dans ce parc se trouve le Site Archéologique et Antiquarium de Colombarone ainsi que le cimetière hébraïque de Pesaro.

## Galerie

Gabicce Monte vue de la mer.
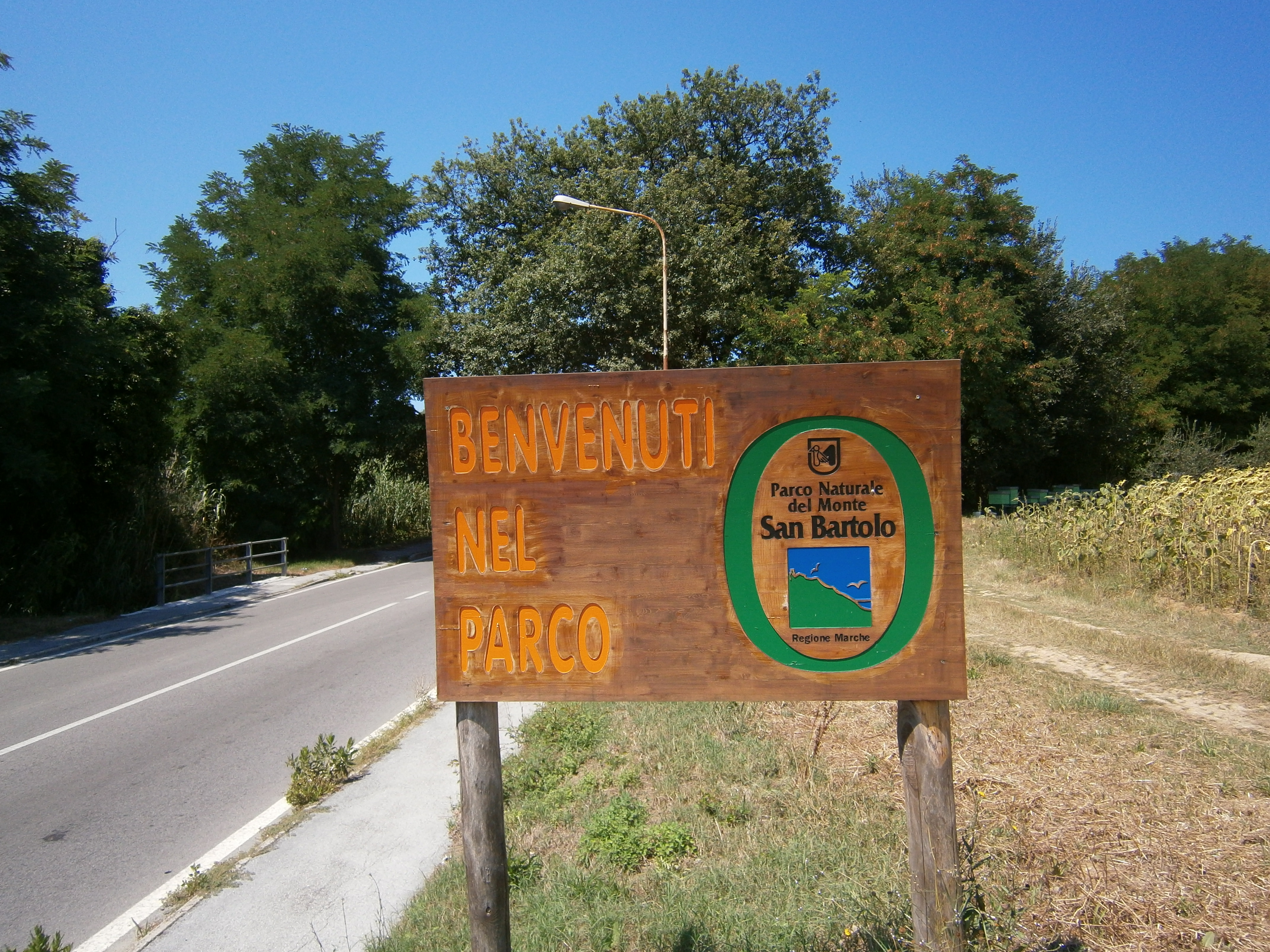
Accès au parc naturel.